# روبين أديل أندرسون
روبين أديل أندرسون (بالإنجليزية: Robyn Adele Anderson)‏ هي مغنية وصحفية وممثلة أمريكية، ولدت في 19 فبراير 1989 في ألباني في الولايات المتحدة.

## وصلات خارجية
- الموقع الرسمي
- روبين أديل أندرسون على موقع IMDb (الإنجليزية)
- روبين أديل أندرسون على موقع ميوزك برينز (الإنجليزية)
- روبين أديل أندرسون على موقع أول ميوزيك (الإنجليزية)
- روبين أديل أندرسون على موقع ديسكوغز (الإنجليزية)